# Valzin-en-Petite-Montagne
Valzin-en-Petite-Montagne es una comuna nueva francesa situada en el departamento de Jura, de la región de Borgoña-Franco Condado.

## Historia
Fue creada el 1 de enero de 2017, en aplicación de una resolución del prefecto de Jura de 4 de julio de 2016 con la unión de las comunas de Chatonnay, Fétigny, Légna y Savigna, pasando a estar el ayuntamiento en la antigua comuna de Légna.

## Demografía
| Gráfica de evolución demográfica de Valzin-en-Petite-Montagne entre 1800 y 2013 |
|                                                                                 |

Los datos entre 1800 y 2013 son el resultado de sumar los parciales de las cuatro comunas que forman la nueva comuna de Valzin-en-Petite-Montagne, cuyos datos se han cogido de 1800 a 1999, para las comunas de Chatonnay, Fétigny, Légna y Savigna de la página francesa EHESS/Cassini. Los demás datos se han cogido de la página del INSEE.

## Composición
| Comuna delegada | Código INSEE | Población (2013) | Superficie (km²) | Densidad (hab./km²) |
| --------------- | ------------ | ---------------- | ---------------- | ------------------- |
| Chatonnay       | 39123        | 65               | 2.82             | 23                  |
| Fétigny         | 39224        | 88               | 3.30             | 27                  |
| Légna           | 39290        | 203              | 10.30            | 20                  |
| Savigna         | 39506        | 123              | 9.96             | 12                  |